# Teorema da convergência monótona

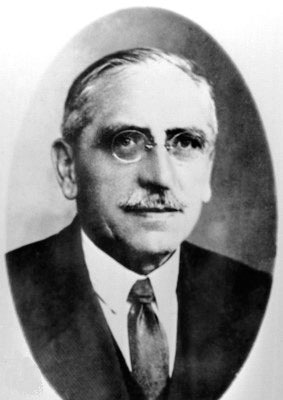
Henri Lebesgue

Em matemática, o teorema da convergência monótona é um dos principais teoremas a respeito da integral de Lebesgue.

## Enunciado
Seja {\displaystyle f_{n}:E\to \mathbb {R} \,} uma seqüência de funções mensuráveis tal que:
- {\displaystyle 0\leq f_{1}(x)\leq f_{2}(x)\leq \ldots \leq f_{n}(x)\leq \ldots \,}

Então {\displaystyle f:=\lim _{n\to \infty }f_{n}(x)=\sup _{n}f_{n}(x)\,} é uma função mensurável e:
{\displaystyle \int _{E}f(x)dx=\lim _{n\to \infty }\int _{E}f_{n}(x)dx\,}